# Thomasburg
Thomasburg – miejscowość  i gmina położona w niemieckim kraju związkowym Dolna Saksonia, w powiecie Lüneburg. Należy do (niem. Samtgemeinde) gminy zbiorowej Ostheide.

## Położenie geograficzne
Thomasburg leży 18 km na wschód od Lüneburga.
Od północy sąsiaduje z gminą  Neetze, od północnego wschodu z terenem miasta Bleckede, od południowego wschodu z gminą Dahlenburg, od południa z gminą Altenmedingen z gminy zbiorowej Bevensen w powiecie Uelzen, od południowego zachodu z gminą Vastorf i od zachodu z gminą Reinstorf. 
Przez gminę płynie rzeka Neetze ze wschodu na północny zachód oraz strumień Mausetalbach, mały lewy dopływ uchodzący do Neetze w dzielnicy gminy Neetze - Süttorf, płynący przez dzielnice Radenbeck i Wennekath.

## Dzielnice gminy
W skład gminy Thomasburg wchodzą następujące dzielnice: Bavendorf, Radenbeck, 
Wennekath i Wiecheln.

## Historia
Archeologiczne wykopaliska na wzgórzach kościelnym i zamkowym wykazują znaleziska z czasów neolitu, cesarstwa jak i średniowiecza. 
Thomasburg jest wzmiankowany po raz pierwszy w 1124, kiedy znajdował się w posiadaniu dóbr klasztoru w Rastede koło Oldenburga. Na podstawie powiązań genealogicznych można przypuszczać, że zespół klasztorny pierwotnie w posiadaniu rodu Billungów w drodze dziedziczenia dostał się za pośrednictwem hrabiów ze Stade do rodziny hrabiów z Oldenburga.

## Komunikacja
Thomasburg znajduje się 20 km od węzła Lüneburg-Nord na autostradzie A39. Droga krajowa B216 przebiega przez południowe tereny gminy, przez dzielnicę Bavendorf.